# Pagode des Ningshou-Tempels
Die Pagode des Ningshou-Tempels (chinesisch 凝寿寺塔, Pinyin Níngshòu sì tǎ) ist eine buddhistische Pagode aus der Zeit der Fünf Dynastien bis Song-Dynastie im Kreis Ning im Südosten der bezirksfreien Stadt Qingyang der chinesischen Provinz Gansu. Sie liegt am nördlichen Ufer des Flusses Jing He im Dorf Zhengping 政平村 der Großgemeinde Zhengping. Die Pagode ist nach einem Tempel benannt, der in der Zeit der Qing-Dynastie durch die Flut eines Gebirgshochwassers zerstört wurde. Das fünfgeschossige Bauwerk hat eine quadratische Form und ist aus Ziegeln und Lehm erbaut. Es hat eine Höhe von 21,2 m.
Die Pagode des Ningshiu-Tempels steht seit 2001 auf der Liste der Denkmäler der Volksrepublik China (5-432).